# Ib Chorkendorff
Ib Chorkendorff (født 1955) er en dansk fysiker og professor ved Institut for Fysik på Danmarks Tekniske Universitet siden 1999.
Chorkendorff blev uddannet i fysik og kemi på Odense Universitet fra 1977-1982. Herefter lavede han en ph.d., der ligeledes handlede om fysik, samme sted. Fra 1986-1987 var han ansat som postdoc på University of Pittsburgh i USA. Efter hjemkomsten blev han lektor på DTU i 1987. Denne stilling bestred han frem til 1999, hvor han blev ansat som professor. Fra 1999 til 2005 var han leder af Interdisciplinary Research Center for Catalysis (ICAT) og herefter grundforskningscenteret Center for Individual Nanoparticle Functionality fra 2005 til 2015. I 2016 vandt han konkurrencen om 150 millioner fra Villum Fonden til etablering af et nyt forskningscenter kaldet Villum Center for Science of Sustainable Fuels and Chemicals, der skal ledes af Chorkendorff.
Chorkendorff har gennem sin karriere arbejdet med alle aspekter af katalyse, herunder overfladefysik, klassisk heterogen katalyse, elektrokatalyse og fotokatalyse. Han taget adskillige patenter, og har medvirket til over 400 videnskabelige artikler. Sammen med professoren Hans Niemantsverdriet fra Eindhovens Tekniske Universitet har han skrevet bogen Concepts in modern catalysis and kinetics.

## Udmærkelser
- I 2019 modtog han Julius Thomsens Guldmedalje.[9]
- 2020-2024 Hans Fischer Senior Fellowship at Technical University of Munich, Germany
- 2021 Villum Kann Rassmussen Annual Award på 0.7 mio. €
- 2022 The Eni Award: Energy Frontiers Prize 100.000 €